# まつり (北島三郎の曲)
「まつり」は、1984年11月5日に日本クラウンより発売された北島三郎の楽曲・シングル。

## 概要
五穀豊穣を願う豊年祭りが歌われている。
NHKの『NHK紅白歌合戦』では、本曲で5回のトリを務めた。ステージでは「ねぶた」が使用されることが多い。歌詞の最後のフレーズ「これが日本の祭りだよ」を、北島が「これが○○祭りだよ」（○○=「北島」「紅白」「競馬」や地名、企業名など）と替え歌にして歌うことがある。
北島が実質上のオーナーである大野商事が馬主となっているキタサンブラックが、第76回菊花賞・第153回天皇賞（春）・第36回ジャパンカップで勝利した際には、競馬場で本曲のサビの一節を披露している。2017年の同馬のお別れセレモニーでは、北島・調教師の清水久詞・主戦騎手の武豊ら関係者と観客で本曲を合唱した。
翌1985年、スピンオフ作品として「十九のまつり 〜まつりパート2〜」が制作された。北島三郎記念館（休館）の、3Fのシアター・ゾーンでは本曲が使用されている。

## 収録曲
全作曲:原譲二／全編曲:鈴木操
1. まつり
  - 作詞:なかにし礼
2. 木津川
  - 作詞:佐治裕子

## カバー
- 遊助「あの・・お祭りですケド。」（2012年）